# (6569) Ondaatje
(6569) Ondaatje es un asteroide que forma parte de los asteroides Amor, descubierto el 22 de junio de 1993 por Jean Mueller desde el Observatorio del Monte Palomar, Estados Unidos.

## Designación y nombre
Designado provisionalmente como 1993 MO. Fue nombrado por Michael Ondaatje (n. 1943), novelista, poeta y escritor canadiense, quien nació en Sri Lanka en una familia burguesa. Mejor conocido por su novela El paciente inglés, adaptada a una película premiada, regresó a sus orígenes de Sri Lanka en otros dos libros, Running in the Family y Anil's Ghost.

## Características orbitales
Ondaatje está situado a una distancia media del Sol de 1,626 ua, pudiendo alejarse hasta 1,985 ua y acercarse hasta 1,267 ua. Su excentricidad es 0,221 y la inclinación orbital 22,640 grados. Emplea 757,43 días en completar una órbita alrededor del Sol.
Los próximos acercamientos a la órbita terrestre se producirán el 20 de julio de 2047, el 8 de julio de 2049 y el 13 de julio de 2076.

## Características físicas
La magnitud absoluta de Ondaatje es 16,63. 